# Jean-Marie Speich
Jean-Marie Antoine Joseph Speich (Estrasburgo, 15 de junio de 1955) es un prelado católico francés. Desde el 12 de abril de 2025, se desempeña como Nuncio Apostólico en los Países Bajos.

## Biografía
Licenciado en Derecho Canónico, Jean-Marie Speich fue ordenado sacerdote el 9 de octubre de 1982 para la diócesis de Estrasburgo.
Se incorporó al servicio diplomático de la Santa Sede en julio de 1986. Su servicio lo llevó sucesivamente a Haití, Nigeria, Bolivia, Canadá, Gran Bretaña, Egipto, España y Cuba. En marzo de 2008, fue llamado de nuevo a Roma para dirigir la sección francófona de la Secretaría de Estado.
El 17 de agosto de 2013, el Papa Francisco lo nombró arzobispo titular du Sulci y Nuncio Apostólico en Ghana. Fue consagrado obispo por el Papa en la Basílica de San Pedro el 24 de octubre, al mismo tiempo que Giampiero Gloder, nuevo presidente de la Academia Pontificia Eclesiástica. Celebró su primera misa episcopal en Willgottheim el 3 de noviembre siguiente. Presentó sus cartas credenciales al presidente de Ghana, John Mahama, el 28 de enero de 2014.
El 19 de marzo de 2019, fue trasladado a Liubliana como Nuncio Apostólico en Eslovenia y Delegado Apostólico en Kosovo.
El 12 de abril de 2025, el Papa Francisco lo nombró Nuncio Apostólico en los Países Bajos.